# 複素幾何学
数学では、複素幾何学（ふくそきかがく、complex geometry）は複素多様体や多変数複素函数の研究をする。複素解析における幾何学的な側面であるは代数幾何学への超越な応用は、この分野に属する。
本記事を通して、「解析的」という用語は簡単のために省略することがある。例えば、部分多様体や超曲面は、「解析的」という形容詞は省略する。また、他の記事の使いかたに従い、多様体(variety)は既約(irreducible)であることを仮定する。

## 定義
複素解析的多様体 M の解析的部分集合(analytic subset)は、局所的には M 上の正則函数の族の零点の軌跡である。解析的部分集合がザリスキー位相で既約のときに、解析的部分多様体という。

## ラインバンドルと因子
このセクションは改善の必要がある。理由は、シンボル {\displaystyle {\mathcal {O}},{\mathcal {O}}^{*}} や {\displaystyle {\mathcal {M}}} が定義なしで使われている。{\displaystyle {\mathcal {O}}^{*}} は X 上の正則函数の層 {\displaystyle {\mathcal {O}}} の 0 にならない函数の部分層なのであろうか？というような疑問がある。date：May 2014
このセクションでは、X を複素多様体を表すとする。「射影多様体」の中のパラグラフ「ラインバンドルと因子」の定義に従い、X 上の正則函数を {\displaystyle {\mathcal {O}}}、その可逆な元からなる部分層を {\displaystyle {\mathcal {O}}^{*}} と書く。{\displaystyle U_{i}} を X 上のアフィンチャートとしたときの {\displaystyle U} から {\displaystyle \Gamma (U,{\mathcal {O}}_{X})} の分数の全体の環に付随する X 上の層を {\displaystyle {\mathcal {M}}_{X}} とする。すると、{\displaystyle {\mathcal {M}}_{X}^{*}/{\mathcal {O}}_{X}^{*}} の大域切断（* は乗法群を表す）を X 上のカルティエ因子と呼ぶ。
{\displaystyle \operatorname {Pic} (X)} を X 上のラインバンドルの全ての同型類の集合とする。これを X のピカール群と呼び、自然に {\displaystyle H^{1}(X,{\mathcal {O}}^{*})} と同型となる。短完全系列
{\displaystyle 0\to \mathbb {Z} \to {\mathcal {O}}\to {\mathcal {O}}^{*}\to 0}
をとる。ここに二番目の写像は {\displaystyle f\mapsto \exp(2\pi if)} とする。この短完全系列は群の準同型
{\displaystyle \operatorname {Pic} (X)\to H^{2}(X,\mathbb {Z} )}
を意味し、この写像のラインバンドル {\displaystyle {\mathcal {L}}} の像は {\displaystyle c_{1}({\mathcal {L}})} で表され、{\displaystyle {\mathcal {L}}} の第一チャーン類と呼ばれる。
X 上の因子 D とは、超曲面（1-次元の部分多様体）の局所的には有限和となる形式和
{\displaystyle D=\sum a_{i}V_{i},\quad a_{i}\in \mathbb {Z} }
である。 X 上の全ての因子の集合は、{\displaystyle \operatorname {Div} (X)} で表される。この条件は {\displaystyle H^{0}(X,{\mathcal {M}}^{*}/{\mathcal {O}}^{*})} と同一視することができる。商 {\displaystyle {\mathcal {M}}^{*}/{\mathcal {O}}^{*}} の長完全系列をとると、準同型
{\displaystyle \operatorname {Div} (X)\to \operatorname {Pic} (X)}
を得ることができる。
第一チャーン類が閉じた正定値の実形式 {\displaystyle (1,1)}-形式であるとき、ラインバンドルは正のラインバンドルであるという。同じことであるが、グリフィスの正(Griffiths-positive)である誘導された曲率を持つエルミート構造とできる場合に、ラインバンドルは正であるという。正のラインバンドルを持つことができる複素多様体をケーラーであるという。
小平埋め込み定理は、コンパクトなケーラー多様体上のラインバンドルが正であることと、ラインバンドルが豊富であることとは同値であるという定理である。

## 複素ベクトルバンドル
X を微分可能多様体とする。複素ベクトルバンドル {\displaystyle \pi :E\to X} の基本不変量はバンドルのチャーン類である。定義により、チャーン類は、{\displaystyle c_{i}(E)} が {\displaystyle H^{2i}(X,\mathbb {Z} )} の元であり、次の公理をみたすような数列 {\displaystyle c_{1},c_{2},\dots } ことである。
1. 任意の微分可能写像 {\displaystyle f:Z\to X} に対し、{\displaystyle c_{i}(f^{*}(E))=f^{*}(c_{i}(E))\ .}
2. {\displaystyle c(E\oplus F)=c(E)\cup c(F)} ここに、F は E と異なるバンドルで {\displaystyle c=1+c_{1}+c_{2}+\dots } とする。
3. {\displaystyle i>\operatorname {rk} E} に対し、{\displaystyle c_{i}(E)=0\ .}
4. {\displaystyle E_{1}} を {\displaystyle \mathbb {C} \mathbf {P} ^{1}} 上の標準バンドルとすると、{\displaystyle -c_{1}(E_{1})} は {\displaystyle H^{2}(\mathbb {C} \mathbf {P} ^{1},\mathbb {Z} )} を生成する。

L をラインバンドルとすると、L のチャーン指標は、
{\displaystyle \operatorname {ch} (L)=e^{c_{1}(L)}}
で与えられる。さらに一般的には、E をランク r のベクトルバンドルとすると、形式的な分解 {\displaystyle \sum c_{i}(E)t^{i}=\prod _{1}^{r}(1+\eta _{i}t)} 得て、
{\displaystyle \operatorname {ch} (E)=\sum e^{\eta _{i}}}
とおくことができる。

## 調和解析からの方法
調和解析を用いて得られる複素幾何学の深い結果がいくつかある。

## 消滅定理
コンパクトと非コンパクトの双方の複素多様体に対し、消滅定理のいくつかのバージョンがある。しかし、全てボホナーの方法(Bochner method)をベースとしている。